# 누가 내 머리에 똥 쌌어?
《누가 내 머리에 똥 쌌어?》는 1993년 독일의 아동문학 작가 베르너 홀츠바르트와 볼프 에를브루흐가 지은 동화책이다. 원제는 《자기 머리에 누가 똥을 쌌는지 알고 싶은 작은 두더지 이야기》 (독일어: Vom kleinen Maulwurf, der wissen wollte, wer ihm auf den Kopf gemacht hat)이다. 1989년 페터 함머 베를라그 사에서 출판하였으며, 곧 다른 언어로 번역되어 전세계적인 인기를 거뒀다. 대한민국에서는 1993년 12월 사계절 사에서 해당 제목으로 처음 출간하였다.

## 줄거리
구멍 밖으로 나온 한 두더지가 자기 머리 위에 알 수 없는 동물 친구가 똥을 싸고 갔다는 사실을 알아차린다. 똥이 자기 게 아니라는 점을 확신한 두더지는 그 똥이 누구 것인지 알아내기 위해 직접 찾아 나서기로 한다. 처음에는 새를 만나 자기 머리에 똥을 쌌느냐고 묻지만 새는 아니라면서 자기 똥을 싸서 보여준다. 그렇게 말, 토끼, 염소, 소, 돼지를 만나 똑같이 묻지만 하나같이 자기 것이 아니라고 한다. 그리고 마침내 파리들의 도움으로 이 똥이 누구 것인지 알게 되는데 바로 정육점 개 '뚱뚱이 한스' (원작에서는 '얀로거')였다. 두더지는 한스의 머리 위에 똥을 싸서 복수하고, 만족한 기분으로 자기 구멍으로 돌아가는 것으로 이야기가 끝난다.